# 10455 Donnison
10455 Donnison è un asteroide della fascia principale. Scoperto nel 1978, presenta un'orbita caratterizzata da un semiasse maggiore pari a 2,3608472 UA e da un'eccentricità di 0,2213566, inclinata di 6,11567° rispetto all'eclittica.